# Madocsányi Zsigmond
Horóczi Madocsányi Zsigmond, Sigismundus Madotsani (Horóc, Trencsén vármegye, 1639. május 1. – Graz, 1679. január 14.) magyar bölcseleti és teológiai doktor, Jézus-társasági áldozópap és tanár.

## Élete
1656. október 5-én lépett be a rendbe. A negyedik fogadalom letétele után bölcseletet és teológiát tanított Grazban, ott is hunyt el.

## Munkája
- Genealogia Lineae Pustenwaldianae ... Comitum ab Herberstein ... Graecii, 1673